# Dehloran
Dehloran est une ville d'Iran, située dans la province d'Ilam. Elle est le chef-lieu de la préfecture de Dehloran.
La ville compte 32 941 habitants en 2016.